# Ristellini
Ristellini – plemię jaszczurek z podrodziny Lygosominae w obrębie rodziny scynkowatych (Scincidae).

## Zasięg występowania
Plemię obejmuje gatunki występujące w południowej Afryce (Ristella) i w Sri Lance (Lankascincus). 

## Podział systematyczny
Do plemienia należą następujące rodzaje:
- Lankascincus Greer, 1991
- Ristella Gray, 1845